# Vitasi
Vitasi (Servisch cyrillisch Витаси) is een plaats in de Servische gemeente Užice. De plaats telt 301 inwoners (2002).